# Eric Holcomb

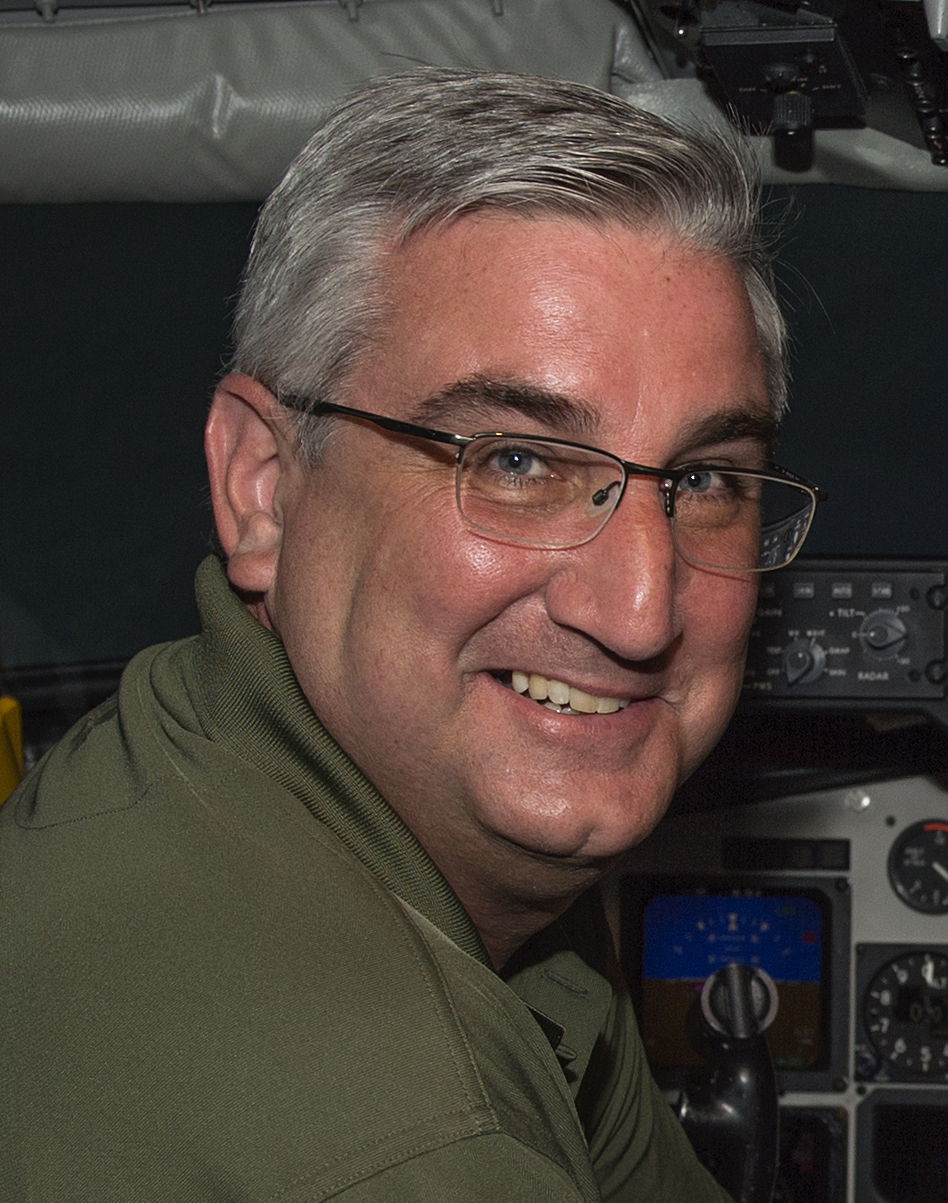
Eric Holcomb (2016)

Eric Holcomb (* 2. Mai 1968 in Indianapolis, Indiana) ist ein US-amerikanischer Politiker der Republikanischen Partei und war von 2017 bis 2025 Gouverneur des Bundesstaates Indiana. Zuvor war er seit März 2016 Vizegouverneur.

## Leben
Nach dem Besuch des Hanover College diente Holcomb sechs Jahre lang in der United States Navy. Unter anderem war er in Florida als auch in Portugal stationiert. Im Jahr 1997 wurde er zu einem Stabsmitarbeiter des republikanischen Kongressabgeordneten John Hostettler. Bei den Wahlen im Jahr 2000 bewarb sich Holcomb vergebens um ein Abgeordnetenmandat im Repräsentantenhaus von Indiana. 2003 wurde er Mitarbeiter von Gouverneur Mitch Daniels, den er auch in diversen politischen Fragen beriet. Zusätzlich wurde er Geschäftsführer (Chairman) der Republikanischen Partei in Indiana. Diesen Posten sowie die Tätigkeit für Gouverneur Daniels gab er 2010 auf, um Stabschef von US-Senator Dan Coats zu werden. Als dieser 2015 ankündigte, sich 2016 nicht erneut um dieses Amt zu bewerben, kündigte Holcomb eine eigene Kandidatur als Senator an. Im Februar 2016 erklärte er jedoch seinen Ausstieg aus dem Rennen um die Nominierung der Republikaner.
Im März 2016 ernannte ihn Gouverneur Mike Pence mit Zustimmung der State Legislature zum Vizegouverneur. Zuvor war die gewählte Amtsinhaberin Sue Ellspermann von diesem Posten zurückgetreten. Am 3. März wurde Holcomb zum Stellvertreter von Pence vereidigt.
Für die im November 2016 anstehende Gouverneurswahl beabsichtigte Pence, mit Holcomb als Running Mate anzutreten. Im Juli 2016 zog Pence jedoch seine Bewerbung für eine zweite Amtszeit zurück, nachdem der republikanische Präsidentschaftsbewerber Donald Trump ihn zu seinem Vizepräsidentschaftskandidaten ausgewählt hatte (eine Kandidatur für beide Ämter ist nach den Gesetzen des Staates unzulässig). Da Pence jedoch bereits im Mai des Jahres durch eine reguläre Vorwahl zum Kandidaten gekürt worden war, hatte der republikanische Parteivorstand einen neuen Anwärter zu bestimmen. Das Gremium wählte daraufhin Holcomb zum neuen Kandidaten. Umfragen sahen einen knappen Wahlausgang zwischen Holcomb und seinem demokratischen Rivalen John R. Gregg voraus. Gregg, der bereits 2012 gegen Pence angetreten war, konnte jedoch eine Mehrzahl der Umfragen leicht anführen. In seinem Wahlkampf warb Holcomb unter anderem für einen schlanken Staat und einen ausgeglichenen Staatshaushalt. Außerdem steht er Einschränkungen des Waffenrechts kritisch gegenüber. Gegenüber Sicherheitsüberprüfungen, die den Verkauf von Waffen an Personen auf einer No Fly List verbieten, äußerte er sich jedoch während einer Fernsehdebatte mit Gregg Anfang Oktober positiv.
Am Wahltag, dem 8. November, setzte sich Holcomb mit 51 % zu 45 % gegen seinen Kontrahenten durch und wurde damit zum neuen Gouverneur gewählt. Sein Stimmenanteil blieb aber deutlich hinter dem Ergebnis Donald Trumps während der gleichzeitig stattfindenden Präsidentschaftswahl zurück (57 % der Stimmen in Indiana). Zur Vizegouverneurin wurde Suzanne Crouch an seiner Seite gewählt. Das Gouverneursamt trat er am 9. Januar 2017 als Nachfolger von Mike Pence an. Im November 2020 wurde er im Amt bestätigt. Nach zwei Amtszeiten durfte Holcomb bei der Wahl im November 2024 nicht erneut antreten. Sein Nachfolger wurde Mike Braun.

## Privates
Holcomb ist mit seiner Frau Janet Holcomb verheiratet. Sie haben keine Kinder.